# Departamento de Ouallam
Ouallam es un departamento situado en la región de Tillabéri, de Níger. En diciembre de 2012 presentaba una población censada de 327 724 habitantes. Su chef-lieu es Ouallam.
Se ubica en el centro de la región.

## Subdivisiones
Está formado por las siguientes cuatro comunas, que se muestran asimismo con población de diciembre de 2012:
Comunas urbanas
- Ouallam (68 191 habitantes)

Comunas rurales
- Dingazi (44 486 habitantes)
- Simiri (103 057 habitantes)
- Tondikiwindi (111 490 habitantes)

Hasta la reforma territorial de 2011, se incluía también en este departamento la comuna rural de Banibangou, que actualmente forma por sí sola un departamento aparte.